# Valea Moldovei
Valea Moldovei is een Roemeense gemeente in het district Suceava.

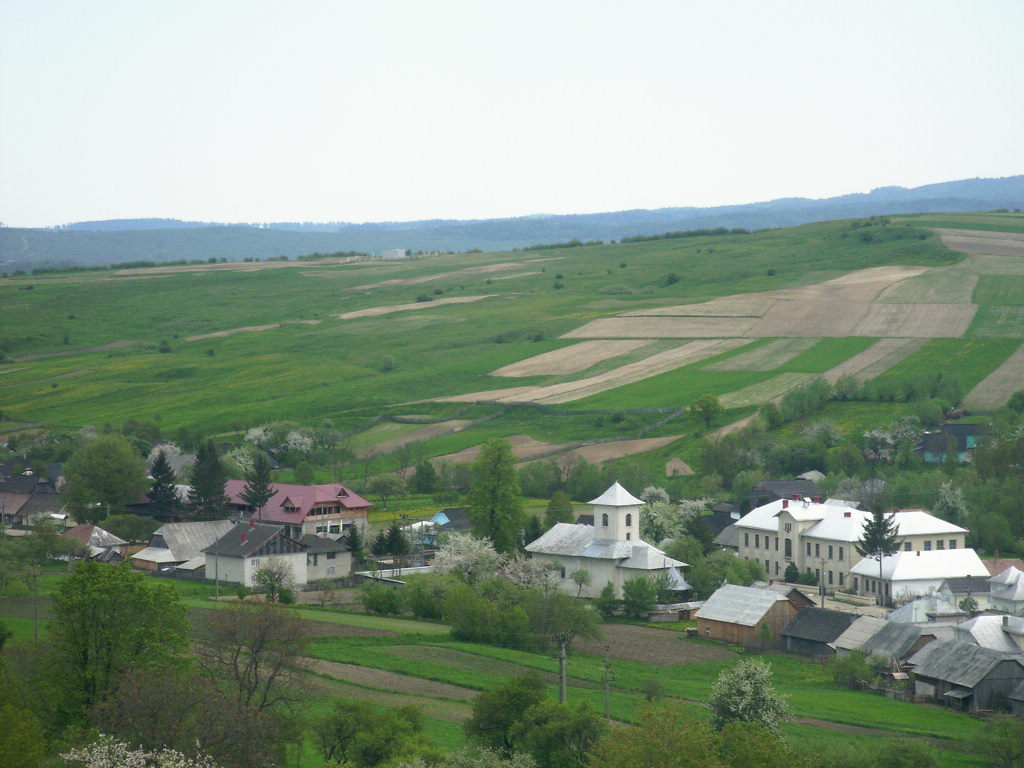
Valea Moldovei

Valea Moldovei telt 3779 inwoners.